# Kiboga
Kiboga è una città di circa 22 400 abitanti dell'Uganda, situata nella Regione centrale; è il capoluogo dell'omonimo distretto.
Il Kiboga General Hospital, ospedale pubblico con circa 100 posti letto e amministrato dal Ministero della Salute ugandese, è ubicato nel centro della città.